# Bischofferode
Bischofferode è una frazione del comune di Am Ohmberg, nel circondario (Landkreis) dell'Eichsfeld (targa EIC) in Turingia (Germania).
Fino al 1º dicembre 2010 era un comune autonomo e faceva parte della comunità amministrativa (Verwaltungsgemeinschaft) di Eichsfeld-Südharz.